# Fit to Be Tied
Fit To Be Tied è un album raccolta di Joan Jett, pubblicato nel 1997 per l'etichetta discografica Blackheart Records.

## Tracce
1. Bad Reputation (Cordell, Jett, Kupersmith,  Laguna) 2:48
2. Light of Day (Springsteen) 3:30
3. Do You Wanna Touch Me? (Oh Yeah!) (Glitter, Leander) 3:44 (Gary Glitter Cover)
4. Roadrunner (Richman) 3:18 (Jonathan Richman Cover)
5. I Love Rock N' Roll (Hooker, Merrill) 2:54 (The Arrows Cover)
6. Victim of Circumstance (Jett, Laguna) 2:54
7. Everyday People (Stewart) 2:39 (Sly & the Family Stone Cover)
8. I Hate Myself for Loving You (Child, Jett) 4:07
9. Crimson and Clover (James, Lucia) 3:17 (Tommy James and the Shondells Cover)
10. Fake Friends (Jett, Laguna) 3:17
11. Make Believe (Gentry, Levine) 3:08 (Wind Cover)
12. Cherry Bomb (Fowley, Jett) 2:34 (The Runaways Cover)
13. Little Liar [live] (Child, Jett) 4:07
14. World of Denial [inedita] (Aaronson, Jett) 4:19
15. Love Is All Around (Curtis) 3:31 (Sonny Curtis Cover)